# Sébastien Dhavernas
Pour les articles homonymes, voir Dhavernas.
Sébastien Dhavernas, né le 19 janvier 1950 à Montréal, au Québec, est un artiste et homme politique canadien du Québec.

## Biographie
Sébastien Dhavernas est comédien, metteur en scène, producteur et entrepreneur artistique. Il effectua des études classiques, au Collège Stanislas à Outremont. Après avoir obtenu le Baccalauréat français, Sébastien poursuivit, par la suite, ses études, d’abord en sociologie et littérature à l’université McGill, puis au Conservatoire d'art dramatique de Montréal, promotion 1973. De plus, il a suivi diverses formations professionnelles : École de musique Pantonal en Théorie musicale, lecture, écriture, arrangements; Institut National de l’Image et du son en scénarisation télévisuelle.
Sa grande passion pour les arts et la culture se reflète dans son parcours professionnel et les dossiers qu’il mène de front. Membre de l’Union des artistes (UDA), de l’ACTRA et de la SARTEC, il a également été président de l’Association des producteurs de théâtre privé du Québec, le président de la commission de doublage de la SODEC et membre du conseil d’administration de l’UDA et du réseau des Conservatoire de Musique et d’Art Dramatique du Québec pendant neuf ans. Il a aussi été le premier dirigeant et président du Tribunal canadien des relations professionnelles artistes-producteurs.
Sébastien a aussi signé la mise en scène de plus de quarante productions au théâtre professionnel et dans les écoles de théâtre du Québec.
Il a aussi été enseignant dans plusieurs écoles de théâtre; notamment, Directeur du département de théâtre du Collège Lionel-Groulx (1984-1987) et de la Compagnie Pierre Dufresne et de ses trois théâtres d'été, ainsi que producteur et directeur artistique au Théâtre le Bosquet.
Il est actif dans le monde du doublage depuis presque cinquante ans en tant que comédien il est la voix habituelle (française canadienne) de Sean Penn, Tim Roth, Jeff Daniels et Chris Cooper. Il est aussi directeur de plateau et adaptateur.
Il a produit avec Marc Desjardins l'album Je veux la lune en 1992.
Il a joué dans de nombreuses séries télévisées dont Le Temps d'une paix, Chop Suey, Urgence et Watatatow.
Il est le mari de la comédienne Michèle Deslauriers; le couple a deux enfants : la comédienne Caroline Dhavernas et Gabrielle Dhavernas.

## Politique
Sébastien Dhavernas a longtemps milité pour la cause souverainiste québécoise. Après le référendum de 1995, il amorce une réflexion qui le conduit à opter pour le fédéralisme.
À la suite des coupures des conservateurs en culture et de leur volonté de censurer le cinéma, Sébastien Dhavernas fait son entrée en politique active lors des élections fédérales à l'automne 2008. Il s’y présente en tant que candidat libéral fédéral dans la circonscription d’Outremont. 
La participation politique de Dhavernas est motivée par la volonté de soutenir les arts et la culture, en faisant notamment reconnaître leur dimension économique, son désir de protéger et de promouvoir le français au Québec et au Canada, d’améliorer la qualité de vie des moins nantis, et par ses préoccupations concernant la jeunesse.
En 2013, il se lance en politique municipale, en briguant un poste de conseiller municipal à Verdun, pour l'Équipe Coderre. Le soir du vote, il termine deuxième, derrière le candidat de Projet Montréal.

## Filmographie
Apparitions télévisées : 
- 1975 : Y'a pas de problème (série télévisée) : Michel Duquette
- 1980 : Le Temps d'une paix (série télévisée) : Raoul Savary
- 1984 : Le Marchand d'armes (The Gunrunner) : Fred Samuel
- 1994 : Watatatow (série télévisée) : André Dubuc
- 1996 : Urgence (série télévisée)
- 1998 : Réseaux (série télévisée) : J. C. Michaud
- 2005 : Trudeau II: Maverick in the Making (feuilleton TV) : Parisian Publisher
- 2008 : René Lévesque - Le destin d'un chef (série télévisée) : Robert Bourassa

## Doublage
La liste indique le titre des versions canadiennes francophones.

### Cinéma
- David Arquette dans :
  - Frissons (1996) : Dwight « Dewey » Riley
  - Frissons 2 (1997) : Dwight « Dewey » Riley
  - Fric d'enfer (1998) : Ned Jebee
  - Otage du jeu (1999) : Bartender
  - Un baiser, enfin ! (1999) : Robert Geller
  - Ça va brasser! (2000) : Gordie Boggs
  - Mon ami Spot (2001) : Gordon Smith
  - 3000 Milles de Graceland (2001) : Gus
  - Terreur sur huit pattes (2002) : Chris McCormick
  - Never Die Alone (en) (2004) : Paul
  - Les Aventures de Shark Boy et Lava Girl en 3-D (2005) : le père de Max
  - Slingshot (en) (2005) : Ash
  - Frissons 4 (2011) : Dwight « Dewey » Riley
  - Frissons (2022) : Dwight « Dewey » Riley
- Jeff Daniels dans :
  - La Cloche et l'idiot (1994) : Harry Dunne
  - Le Plus Fou des deux (1997) : Charles Tuttle
  - Bienvenue à Pleasantville (1998) : Bill Johnson
  - Mon Martien favori (1999) : Tim O'Hara
  - Winn-Dixie (2005) : Le pasteur
  - Le Guetteur (2007) : Lewis Canfield
  - Ailleurs nous irons (2009) : Jerry Farlander
  - Looper : Les Tueurs du temps (2012) : Jack Abe Mitchell
  - La Cloche et l'idiot (2014) : Harry Dunne
  - Seul sur Mars (2015) : Teddy Sanders
  - Steve Jobs (2015) : John Sculley
  - Divergente 3 : Au-delà du mur (2016) : David
- Sean Penn dans :
  - Hollywood Sunrise (1999) : Eddie
  - Je suis Sam (2001) : Sam
  - 21 Grammes (2003) : Paul Rivers
  - L'Interprète (2005) : Tobin Keller
  - Milk (2008) : Harvey Milk
  - Qu'est-ce qui m'arrive ? (2008) : lui-même
  - L'Arbre de la vie (2011) : Jack adulte
  - Escouade Gangster (2013) : Mickey Cohen
  - La Vie rêvée de Walter Mitty (2014) : Sean O'Connell
  - Rêver grand (2021) : Jack Holden
- Tim Roth dans :
  - Fiction pulpeuse (1994) : Ringo / "Pumpkin"
  - Le pouvoir du jeu (2006) : Victor
  - L'Incroyable Hulk (2008) : Emil Blonsky / l’Abomination
  - Arbitrage (2012) : Michael Bryer

- Steve Buscemi dans :
  - L'Intrus (2001) : Ray Coleman
  - Copains pour toujours (2010) : Wiley
  - Copains pour toujours 2 (2013) : Wiley
- 1988 : Les Enjeux de la mort : Johnny Squares (Jim Carrey)
- 1990 : Teenage Mutant Ninja Turtles : Michelangelo (voix)
- 1991 : Teenage Mutant Ninja Turtles 2: La Solution Secrète : Michelangelo (voix)
- 1992 : Alarme fatale : Jack Colt (Emilio Estevez)
- 1996 : Les 101 Dalmatiens : Jasper (Hugh Laurie)
- 1996 : Basket Spatial : Bugs Bunny (Billy West) et Daffy Duck (Dee Bradley Baker) (voix)
- 1999 : La Guerre des Étoiles I: La Menace Fantôme : Jar Jar Binks (Ahmed Best) (voix)
- 2001 : Espions en herbe : M. Lisp (Robert Patrick)
- 2001 : Harry Potter à l'école des sorciers: Voldemort
- 2002 : La Guerre des Étoiles II: L'Attaque des Clones : Jar-Jar Binks (voix)
- 2003 : Les Looney Tunes passent à l'action : Bugs Bunny et Daffy Duck (Joe Alaskey) (voix)
- 2006 : Good Night and Good Luck : Edward R. Murrow (David Strathairn)
- 2008 : 300 : Dilios (David Wenham)
- 2009 : Opération G-Force : Speckles (Nicolas Cage) (voix)
- 2009 : Scooby Doo : L'Origine du Mystère : Principal Deedle (Shawn MacDonald) (voix)
- 2009 : Watchmen : Les Gardiens : Wally Weaver (Rob LaBelle)
- 2010 : Nuit et jour : Antonio (Jordi Mollà)
- 2012 : Les Sacrifiés 2 : De retour au combat : Booker (Chuck Norris)
- 2012 : Les Trois Corniauds : Larry (Sean Hayes)
- 2015 : Danny Collins : Danny Collins (Al Pacino)
- 2018 : Carnage chez les Joyeux Touffus : Vieil Homme (Victor Yerrid) (voix) / Mr Serpent (Marc Maron) (voix)

### Animation
- 1987 à 1989 : Babar : Zephir
- 1987 : Le Noël de Garfield : Doc Boy
- 1988 : Qui veut la peau de Roger Rabbit (Who Framed Roger Rabbit) de Robert Zemeckis : Roger Rabbit / Bugs Bunny / Daffy Duck / Smart Ass / Sylvestre
- 1988 à 1995 : Garfield et ses amis : Orson / Bigoudi
- 1989 : Babar: Le Film (Babar: The Movie) : Zephir
- 1989 : Tous les chiens vont au paradis : Coque-I'oeil
- 1990 : Les Personnages animés préférés à la rescousse : Bugs Bunny / Daffy Duck / Michelangelo
- 1992-1995 : Les Enquêtes de Chlorophylle : Anthracite
- 1994 : Un Troll à Central Park : Liort
- 1996-2008 : Les Bons Conseils de Célestin : Célestin
- 1997 : Hercule : Hermes
- 1998 : Mulan : Chi Fu
- 1998 : Une vie de bestiole : Francis
- 1999 à 2001 : Zoboomafoo : Martin Kratt
- 1999 : South Park : Plus grand, plus long et sans coupure : Eric Cartman
- 2000 : Saludos Amigos : Donald Duck
- 2001 : Atlantis, l'empire perdu : Gaëtan Molière
- 2002 : La Planète au trèsor : B.E.N
- 2003 : Atlantis: Le Retour de Milo : Mole
- 2006 : Les Bagnoles : Bob Culasse
- 2007 : TMNT: Tortues Ninja : Michelangelo
- Depuis 2008 : Les Simpson : Moe Szyslak, Hermes Conrad (épisode Simpsorama)
- 2008 : Star Wars: La guerre des clones : Jar-Jar
- 2008 : Les Chimpanzés de l'espace : Zartog
- 2008 : Le Conte de Despereaux : Andre
- 2010 : Shrek 4 : Il était une fin : Nain Tracassin
- 2011 : Les Bagnoles 2 : Mel Dorado
- 2012 : Le Lorax : M. O'Hare
- 2012 : Hôtel Transylvanie : Wayne
- 2012 : Les Mondes de Ralph : M. Litwak
- 2013 : L'Université des monstres : Terri
- 2013 : Les Avions : Bulldog
- 2015 : Hôtel Transylvanie 2 : Wayne
- 2016 : Kung Fu Panda 3 : Li
- 2016 : Ratchet et Clank : Dr. Nefarious
- 2016 : Chantez! : Mike
- 2017 : Les Bagnoles 3 : Bob Cutlass
- 2018 : Hôtel Transylvanie 3 : Wayne
- 2018 : Ralph brise l’internet : M. Litwak
- 2022 : Les méchants : M. Serpent

### Séries télévisées
- 1999 : Barney : Francis
- 2015 : Family Guy : Sean Penn

### Jeux vidéo
- 2012 : Assassin's Creed III : Samuel Adams
- 2014 : Assassin's Creed Unity : Aloys La Touche

### Direction artistique
- 1996 : Frissons
- 1997 : Frissons 2
- 2003 : Massacre à la tronçonneuse
- 2007 : Halloween
- 2009 : Halloween 2
- 2011 : Hellraiser : Révélations
- 2016 : Hacksaw Ridge
- 2018 : Halloween
- 2022 : Frissons
- 2023 : Frissons VI